# Werner Herzog
Werner Herzog (született Werner Herzog Stipetić) (München, 1942. szeptember 5. –) német filmrendező, forgatókönyvíró, producer, vágó, színházi rendező és színész. Fitzcarraldo című filmje elnyerte a legjobb rendezés díját a cannes-i filmfesztiválon 1982-ben.

## Élete
Herzog 1942-ben született német apától (Dietrich Herzog) és horvát anyától (Elizabeth Stipetić) Münchenben. A környékbeli Sachrang nevű faluban élt, ahol már 13 évesen családja Klaus Kinski (aki később kedvenc színészeként működött) családjával közös lakásban élt. Az egyetemen történelmet, irodalmat és drámát tanult, de tanulmányait sosem fejezte be. 1963-ban Münchenben alapította meg saját filmcégét, a Werner Herzog Filmproduktiont. Rá négy évvel feleségül vette Martje Grohmannt. Fiuk, Rudolph Amos Achmed 1973-ban született meg. 1980-ban Eva Mattestól Hanna Mattes lánya született. 1987-ben Christine Maria Ebenbergert vette feleségül, harmadik gyermeke – Simon David Alexander – 1989-ben született. Herzognak a jelenlegi felesége már a negyedik, Lena Herzog.

## Filmjei
Rövidfilmek
- Héracles (1962–65)
- Spiel im Sand / Játék a homokban (1964)
- Die beispiellose Verteidigung der Festung Deutschkreutz / A Német Kereszt erőd példátlan védelme (1967)
- Massnahmen gegen Fanatiker / Intézkedések fanatikusok ellen (1968)
- Filmlesson 1-4 / Filmleckék 1-4 (1990)
- Death for five voices (1995)

Dokumentumfilmek
- Letzte Worte / Utolsó szavak (1967–68)
- Die fliegenden Arzte von Ostafrika / Kelet-Afrika repülőorvosai (1968–69)
- Fata Morgana (1968–70)
- Behinderte Zukunft / Akadályoztatott jövő (1970)
- Land des Schweigens und der Dunkelheit / A hallgatás és a sötétség országa (1970–71)
- Die grosse Ekstase des Bildschnitzers Steiner / Steiner képfaragó nagy extázisa (1973–74)
- How much wood would a woodchuck chuck / Mennyi fát hajítana el egy amerikai mormota (1975–76)
- Mit mir will keiner spielen / Velem senki sem akar játszani (1976)
- La Soufriere / A kénbánya (1976)
- Glaube und Wahrung (1980)
- Huie's Sermon (1980)
- Gasherbrum – Der leichtende Berg / A hegyek sötét izzása (1984)
- Ballade von Kleinen Soldaten / A kiskatona balladája (1984)
- Les Gauloises (1988)
- Wodaabe: die Hirten der Sonne / Wodaabe: a nap pásztorai (1988–89)
- Echoes from a Sombre Empire (1990)
- Jag Mandir (1991)
- Lektionen in Finsternis / Tanórák a sötétben (1991–92)
- The Transformation of the World into Music / A világ átalakítása zenévé (1994)
- Glocken aus der Tiefe / Harangok a mélyből (1995)
- Little Dieter needs to fly / Kis Dieter repülni akar (1997)
- Wings of Hope / A remény szárnyai (1998)
- My best fiend / Legkevesebb ellenségem (1999)
- Mexico (1999)
- Julianes Sturz in den Dschungel (2000)
- Kálacsakra / Wheel of Time (2003)
- White Diamond (2004)
- Grizzly Man (2005)
- Encounters at the End of the World (2007)
- Cave of Forgotten Dreams (2010)
- Into the Abyss (2011)
- Lo and Behold (2016)
- Into the Inferno (2016)
- Meeting Gorbachev (2018)
- Nomad (2019)
- Fireball (2020)

Nagyjátékfilmek
- Életjel / Lebenszeichen (1967)
- A törpék is kicsin kezdték /Auch Zwerge aben klein angefangen (1969–70)
- Aguirre, Isten haragja / Aguirre, der Zorn Gottes (1972)
- Kaspar Hauser / Jeder für sich und Gott gegen alle (1974)
- Üvegszív / Herz aus Glass (1976)
- Bruno vándorlásai / Stroszek (1976–77)
- Nosferatu: Az éjszaka fantomja / Nosferatu – Phantom der Nacht (1978)
- Woyzeck (1979)
- Fitzcarraldo (1979)
- Ahol a zöld hangyák álmodnak / Wo die grünen Ameisen träumen (1984)
- Cobra Verde (1987)
- Kegyetlen hegycsúcs / Cerro Torre: Schrei aus Stein (1991)
- A legyőzhetetlen / Invincible (2001)
- The Wild Blue Yonder (2005)
- Hajnali mentőakció / Rescue Dawn (2006)
- Mocskos zsaru: New Orleans utcáin / Bad Lieutenant: Port of Call New Orleans (2009)
- My Son, My Son, What Have Ye Done (2009)
- Queen of the Desert (2015)
- Salt and Fire (2016)
- Family Romance, LLC (2019)

## Magyarul megjelent művei
- Dereng a világ; ford. Szijj Ferenc; 21. Század, Budapest, 2022 (Kult könyvek)